# Jun Jin
Jun Jin, nome d'arte di Park Choong-jae (hangŭl: 박충재; hanja: 朴忠裁) (hangŭl: 전진; hanja: 前進; latinizzazione: Jeonjin; McCune-Reischauer: Chŏnjin; Corea del Sud, 19 agosto 1980), è un cantante e attore sudcoreano, membro della più longeva boy band contemporanea sudcoreana, gli Shinhwa (신화).
Ha debuttato come rapper e ballerino degli Shinhwa nel 1998, ma ha realmente iniziato a cantare piccole parti delle canzoni solo nel 2002, anno di pubblicazione del quinto album del gruppo. Il 18 novembre 2006 ha pubblicato il primo album solista, senza allontanarsi peraltro dalle attività del gruppo, e si cimenta anche nella recitazione partecipando a sitcom e serie televisive.

## Biografia
Jun Jin è il primogenito del cantante Charlie Park (찰리박), conosciuto anche come Park Young Chul (박영철), il quale ha debuttato con l'album solista Casanova Sarang nel 2004. La madre biologica di Jun Jin ha abbandonato la famiglia quando egli era piccolo, lasciando tre figli ed il marito, il quale poi si è risposato altre due volte. La terza ed ultima moglie dell'uomo si è rivelata una donna premurosa, ed ha aiutato Jun Jin a riallacciare i rapporti con la sua vera madre.

## Carriera musicale

### L'inizio con gli Shinhwa
Sostenuto dall'amica d'infanzia An Chil Hyun, Jun Jin ha sostenuto e passato con successo le audizioni per la ricerca dei membri del gruppo musicale che avrebbe preso il nome di Shinhwa. Ha debuttato con il gruppo come rapper, insieme ad Eric Mun ed Andy Lee. A partire dal quinto album del gruppo, Perfect Man, è stato concesso a Jun Jie di cantare anche alcune parti melodiche, possibilità che gli è stata data in misura maggiore negli album successivi fin quando, passando all'etichetta Good Entertainment, non gli è stata assegnata un'intera canzone solista, Painfully Loving You. È da quel momento che Jun Jin ha pensato di dare avvio ad una propria carriera solista come cantante melodico, pubblicando il primo singolo Sarangee Ohji Anahyo (L'amore non arriva).

### Carriera solista
A novembre del 2006, Jun Jin ha pubblicato il primo singolo solista intitolato 사랑이 오지 않아요 (L'amore non arriva), comprendente in totale cinque canzoni, tra cui la versione strumentale del singolo in sé. Contrariamente a quello che ci si aspettava, una canzone dance come era stato per tutta la precedente carriera di Jun Jin e degli Shinhwa, il cantante pubblicò questa volta una ballad, a causa della richiesta di questo genere nel mercato sudcoreano. Il singolo ebbe un discreto successo nelle classifiche, sebbene non ottenne punteggi straordinari. A dicembre del 2006, Jun Jin subì un infortunio e passò il periodo di convalescenza in ospedale.
A gennaio del 2007, Jun Jin girò un video musicale insieme alla cantante taiwanese Linda Liao, per la canzone It Could Be Love del gruppo The Name. Più tardi, Jin registrò un duetto insieme a Liao intitolato Forever, di cui si hanno una versione coreana ed una cinese. Le due versioni del duetto, più una strumentale, furono incluse nell'edizione rinnovata del singolo Love doesn't come (L'amore non arriva), che vendette 44 724 copie fino alla fine del 2007. A metà del 2007, per la carriera solista Jun Jin abbandonò la compagnia manageriale con cui ancora continuava a pubblicare con il gruppo, e ne fondò una propria di nome JF Story Entertainment.
Il suo primo album solista completo, intitolato New Decade, è stato pubblicato il 25 aprile 2008 preceduto dal singolo Wa. Il video del singolo, tuttavia, ha dovuto superare diverse controversie per dei presunti contenuti sessuali, a causa dei quali è stato etichettato come adatto ai maggiori di 19 anni, ed è stato eliminato dai canali televisivi principali.

## Recitazione
La carriera di attore di Jun Jin è iniziata nel 2004, quando è stato scelto per recitare nel teen drama del canale KBS Forbidden Love, insieme alla popolare attrice Kim Tae Hee. Dopo aver recitato in alcuni altri serial televisivi, nel 2009 è apparso in un episodio della serie televisiva del canale MBC Naejo-ui yeowang, insieme al cast del programma televisivo Infinite Challenge.

## Altre attività
Jun Jin è apparso nel varietà televisivo comico Infinite Challenge, come sostituto del conduttore Haha, ad aprile del 2008. È stato riconosciuto ufficialmente come settimo conduttore del programma a giugno dello stesso anno. Più tardi, all'inizio del 2009, si è unito al cast del programma Uri gyeolhonhaess-eo-yo insieme all'attrice Lee Shi-young, che interpretava sua moglie. Sebbene le riprese fossero finite il 3 marzo 2009, i due hanno continuato ad avere una relazione reale.

## Discografia

### Album
| Informazioni                                                 | Tracce |
| ------------------------------------------------------------ | --- |
| - Titolo: New Decade - Data di pubblicazione: 25 aprile 2008 | 1. Intro 2. Wa 3. 아픈사랑 4. 한걸음 5. For You 6. 좋은 사람 7. 귀여워요 8. Fancy Lounge 9. 천번이라도 10. Wa (strumentale) 11. Epilogue |
| - Titolo: Fascination - Data di pubblicazione: 7 maggio 2009 | 1. 바보처럼 (feat. PJ Jun & Lee Si Young) 2. Hey Ya! (feat. Big Tone & Son Dam Bi) 3. Happy Ending 4. 날 사랑해라.. 5. 사랑하지 않아요   |

### Singoli
| Informazioni                                                                                         | Tracce |
| --- | --- |
| - Titolo: Love Doesn't Come - Data di pubblicazione: 16 novembre 2006                                | 1. 사랑이 오지 않아요 (L'amore non arriva) 2. 천번이라도 (Mille volte) 3. 돌아와줘 (Torna indietro) 4. 사랑이 오지 않아요 (L'amore non arriva - strumentale)                                                                          |
| - Titolo: Love Doesn't Come (Edizione speciale di Forever) - Data di pubblicazione: 21 febbraio 2007 | 1. Forever (versione coreana; duetto con Linda Liao) 2. Forever (versione cinese; duetto con Linda Liao) 3. 사랑이 오지 않아요 (L'amore non arriva) 4. 천번이라도 (Mille volte) 5. 돌아와줘 (Torna indietro) 6. Forever (strumentale) |

## Serie televisive
- Nonstop 4 (2003)
- Forbidden Love / Nine-Tailed Fox (2004)
- Let's Go To The Beach (2005)